# NWA United States Heavyweight Championship (Toronto version)
L'NWA United States Heavyweight Championship (Toronto version) è stato un titolo di wrestling promosso dalla Maple Leaf Wrestling, affiliata della National Wrestling Alliance (NWA) attiva nella zona di Toronto.
Il titolo fu attivo dal 1962 al 1978, quando fu ritirato e sostituito nel territorio dalla versione Mid-Atlantic del titolo.

## Storia
Il titolo fa parte di una serie di riconoscimenti con lo stesso nome promossi dai territori della NWA. Quando Johnny Valentine arrivò nella Maple Leaf Wrestling, questi lo iniziò a promuovere come detentore del titolo, dando vita alla nuova versione. Il titolo conobbe una prima fase di rilevanza, finendo poi nel dimenticatoio a partire dal 1968, quando fu inattivo per alcuni anni. 
L'ultimo detentore è Ric Flair, che però promosse quella che era la versione Mid-Atlantic del titolo all'interno del territorio di Toronto, considerando di fatto questa versione come disattivata.

## Albo d'oro
| Legenda  |                                                                               |
| -------- | ----------------------------------------------------------------------------- |
| #        | Indica il numero del regno titolato                                           |
| Regno    | Viene indicato il numero del regno del campione                               |
| Data     | La data in cui il titolo è stato vinto                                        |
| Località | Indica il luogo in cui il titolo è stato vinto                                |
| Note     | Indica notizie particolari riguardanti i cambi di titolo o altre informazioni |

| #  | Campione              | Regno | Data             | Giorni | Località         | Evento     | Note | Fonti |
| -- | --------------------- | ----- | ---------------- | ------ | ---------------- | ---------- | --- | ----- |
| 1  | Johnny Valentine      | 1     | agosto 1962      | --     | --               | --         | Valentine iniziò ad essere promosso come detentore del titolo al suo arrivo a Toronto, dando vita alla nuova versione del titolo. |       |
| 2  | Prof. Hiro            | 1     | 27 agosto 1962   | 7      | Toronto, Ontario | House show | |       |
| 3  | Johnny Valentine      | 2     | 3 settembre 1962 | 80     | Toronto, Ontario | House show | |       |
| 4  | Bruno Sammartino      | 1     | 22 novembre 1962 | 22     | Toronto, Ontario | House show | |       |
| 5  | Johnny Valentine      | 3     | 14 dicembre 1962 | --     | Toronto, Ontario | House show | |       |
| 6  | John Paul Henning     | 1     | giugno 1963      | --     | --               | --         | |       |
| 7  | Johnny Valentine      | 4     | 11 luglio 1963   | 98     | Toronto, Ontario | House show | |       |
| 8  | The Beast             | 1     | 17 ottobre 1963  | 140    | Toronto, Ontario | House show | |       |
| 9  | Johnny Valentine      | 5     | 5 marzo 1964     | 91     | Toronto, Ontario | House show | |       |
| 10 | Prof. Hiro            | 2     | 4 giugno 1964    | 133    | Toronto, Ontario | House show | |       |
| 11 | Johnny Valentine      | 6     | 15 ottobre 1964  | 7      | Toronto, Ontario | House show | |       |
| 12 | Prof. Hiro            | 3     | 22 ottobre 1964  | 8      | Toronto, Ontario | House show | |       |
| 13 | Johnny Valentine      | 7     | 30 ottobre 1964  | 58     | Toronto, Ontario | House show | |       |
| 14 | The Sheik             | 1     | 27 dicembre 1964 | 7      | Toronto, Ontario | House show | |       |
| 15 | Johnny Valentine      | 8     | 3 gennaio 1965   | 889    | Toronto, Ontario | House show | |       |
| 16 | Tiger Jeet Singh      | 1     | 11 giugno 1967   | --     | Toronto, Ontario | House show | |       |
| —  | Inattivo              | —     | 1968             | —      | —                | —          | Il titolo fu attivo sporadicamente tra il 1971 e il 1974                                                                          |       |
| 17 | The Sheik             | 2     | aprile 1974      | --     | --               | House show | The Sheik era il detentore della versione di Detroit del titolo, e fu riconosciuto come campione anche di quella di Toronto.      |       |
| 18 | Thunderbolt Patterson | 1     | 19 novembre 1976 | 37     | Toronto, Ontario | House show | |       |
| 19 | The Sheik             | 3     | 26 dicembre 1976 | 42     | Toronto, Ontario | House show | |       |
| 20 | Bobo Brazil           | 1     | 6 febbraio 1977  | 21     | Toronto, Ontario | House show | |       |
| 21 | The Sheik             | 4     | 27 febbraio 1977 | --     | Toronto, Ontario | House show | |       |
| —  | Vacante               | —     | agosto 1977      | —      | —                | —          | Il titolo fu reso vacante quando The Sheik lasciò il territorio.                                                                  |       |
| 22 | Ric Flair             | 1     | maggio 1978      | --     | --               | --         | Flair era il detentore della versione Mid-Atlantic del titolo, e fu riconosciuto come campione anche di quella di Toronto.        |       |
| —  | Disattivato           | —     | 1978             | —      | —                | —          | Il titolo sostituito nel territorio dalla versione Mid-Atlantic ed è considerato disattivato.                                     |       |